# Facciamo l'amore
Facciamo l'amore (Let's Make Love), è un film del 1960 diretto da George Cukor, con protagonisti Marilyn Monroe e Yves Montand.

## Trama
A New York, un miliardario di origini francesi scopre che un musical off-Broadway sta per mettere alla berlina la sua figura di donnaiolo impenitente. Il suo staff di pubbliche relazioni gli consiglia di andare al Greenwich Village per parlare con i responsabili dello spettacolo e convincerli a ritirare la gag. Assistendo alle prove dello spettacolo, Jean-Marc è folgorato  da Amanda che appare, in calzamaglia nera e maglioncino, scivolando giù da un'asta mentre canta con innocente malizia "My Heart Belongs to Daddy". Un colpo di fulmine che lo induce a non rivelarsi e a spacciarsi per il sosia del vero Clément, ottenendo proprio lui la parte del miliardario nel siparietto dello spettacolo. Per far colpo sulla fanciulla, Clément (che si è presentato come Alexander Dumas) le tenta tutte, ma lei si rivela particolarmente refrattaria alla sua corte. Giunge perfino a regalarle un bracciale di brillantoni (verissimi), raccontandole la favola di essere un rappresentante di bigiotteria. Geloso del rapporto che intercorre tra Amanda e Tony Danton, il cantante, un ex alcolizzato messo alla prova dalla produzione, cerca di mettersi in luce come attore: compra con scarso successo delle barzellette, si fa dare lezioni di ballo da Gene Kelly, lezioni di canto da Bing Crosby e lezioni di umorismo da Milton Berle. Alla fine confessa ad Amanda di non chiamarsi per niente Dumas, ma Clément. La ragazza pensa che sia andato fuori di testa e cerca di consolarlo. Per convincerla, deve indurla a presentarsi al palazzo Clément, dove finalmente Amanda resterà stupefatta nello scoprire la verità ed accetterà la proposta di matrimonio del miliardario.

## Riconoscimenti
- Premio Oscar
  - Candidatura
- BAFTA
  - Candidatura
- Golden Globe
  - Candidatura